# 3EP美少女
3EP美少女是一支由靜Jin（周幼婷）、婷婷Tin Tin（郭婷婷）、琳E-Lin（林韋伶）在1998年組成的台灣音樂團體，經紀公司為滾石唱片，並且替三人推出了團體首張也是唯一一張的華語流行音樂專輯《3EP美少女大戰》。
滾石唱片公司創下了台灣流行樂壇史上互動行銷宣傳手法的新紀錄，首次有唱片公司膽敢讓旗下3位正在培訓的歌手以公開的方式互相競爭：該公司先替靜、婷婷、琳分別預先錄製一支單曲EP放在網路上供網友線上欣賞評鑑，然後舉辦美少女網路票選活動讓網友投票選出誰才是街頭實戰美少女第1名，只有優勝者才能獲得唱片公司的歌唱合約並且推出個人專輯，其他兩人則必須遭到淘汰並退出。
在經過約兩個月的時間統計網友網路票選人氣、EP單曲銷售量、以及各製作人的投票後，婷婷（郭婷婷）成為史上第1位由網友票選出來的街頭實戰美少女，如願推出個人首張專輯《愛的勝利》。挾著勝利者的光環，婷婷的廣告、電影邀約不斷。
至於落敗的兩人，靜（周幼婷）轉往戲劇方面發展，演出公共電視台《大醫院小醫生》；琳（林韋伶）則在朱延平導演的邀約下演出電影《挖洞人》，並因此獲得2002年亞太影展最佳新人獎，在2006年遠赴韓國發展。

## 團員資料

### 靜Jin
- 本名：周幼婷
- 出生日期：1977年6月10日（48歲）

### 婷婷Tin Tin
- 本名：郭婷婷
- 出生日期：1978年11月4日（46歲）

### 琳E-Lin
- 本名：林韋伶
- 出生日期：1980年2月1日（45歲）

## 專輯

### 3EP美少女大戰
- 發行日期：1999年7月1日
- 語言：國語
- 發行公司：滾石唱片

| 曲序 | 曲名                         | 演唱者                | 時間長度 |
| 01   | 分手剪刀(試聽試唱KALA版)     | 靜Jin（周幼婷）       | 03:16    |
| 02   | All Right                    | 三人合唱              | 04:17    |
| 03   | 靜岡(試聽試唱KALA版)         | 三人合唱              | 04:36    |
| 04   | 分手剪刀                     | 婷婷Tin Tin（郭婷婷） | 03:16    |
| 05   | 如果能愛別人(試聽試唱KALA版) | 婷婷Tin Tin（郭婷婷） | 04:24    |
| 06   | 如果能愛別人                 | 琳E-Lin（林韋伶）     | 04:24    |

## 外部連結
- Apple-iTunes（页面存档备份，存于）
- 3EP美少女介紹網頁